# 샌프란시스코 베이 에어리어

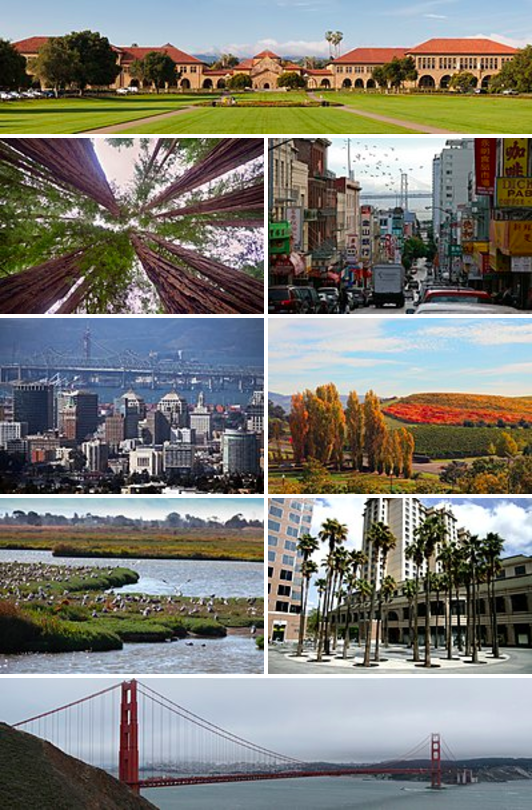

샌프란시스코 베이 에어리어(San Francisco Bay Area) 또는 샌프란시스코 대도시권(San Francisco Metropolitan Area)은 미국 샌프란시스코 시를 중심으로 하는 광역 도시권이다. 샌프란시스코와 오클랜드, 또한 그 위성 도시를 포함한 샌프란시스코 만의 해안 지역을 가리킨다. 바다 건너 오클랜드 등을 포함한 대도시 통계 지역(MSA)의 인구는 4,123,747 명에 달하며 전국 제12위의 규모다. 또한 남쪽의 산호세 등까지 더한 샌프란시스코 베이 지역의 전체 인구는 7,092,596 명으로 합동 통계 지역(CSA)으로 미국 6번째 규모(모두 2000년 인구 조사)이다. 최고의 하이테크 산업의 집적지로 알려져 있다.

## 인구
| 인구조사                            | 인구      | Note | %±     |
| ----------------------------------- | --------- | ---- | ------ |
| 1860년                              | 114,074   |      | —      |
| 1870년                              | 265,808   |      | 133.0% |
| 1880년                              | 422,128   |      | 58.8%  |
| 1890년                              | 547,618   |      | 29.7%  |
| 1900년                              | 658,111   |      | 20.2%  |
| 1910년                              | 925,708   |      | 40.7%  |
| 1920년                              | 1,182,911 |      | 27.8%  |
| 1930년                              | 1,578,009 |      | 33.4%  |
| 1940년                              | 1,734,308 |      | 9.9%   |
| 1950년                              | 2,681,322 |      | 54.6%  |
| 1960년                              | 3,638,939 |      | 35.7%  |
| 1970년                              | 4,628,199 |      | 27.2%  |
| 1980년                              | 5,179,784 |      | 11.9%  |
| 1990년                              | 6,023,577 |      | 16.3%  |
| 2000년                              | 6,783,760 |      | 12.6%  |
| 2010년                              | 7,150,739 |      | 5.4%   |
| 2020년                              | 7,765,640 |      | 8.6%   |
| Note: Nine-County Population Totals |           |      |        |

## 역사
- 1769년 스페인의 선교사가 현재 샌프란시스코에 정착.
- 1775년 스페인 탐험가가 샌프란시스코만의 앨커트래즈섬을 발견했다.
- 1846년 존 페리몬트 선장이 골든게이트 해협으로 명명.
- 1848년 새크라멘토(샌프란시스코만의 북동)에서 금광이 발견된다. 골드러시의 시작.
- 1850년 캘리포니아주가 미국의 31번째 주가 된다.
- 1906년 샌프란시스코 지진.
- 1937년 5월 27일, 금문교 개통.
- 1945년 샌프란시스코시에서 샌프란시스코 회의 가 열린다.
- 1989년 10월 17일, 1989년 로마프리타 지진. 샌프란시스코 - 오클랜드 베이 브리지의 일부가 붕괴.

## 같이 보기
- 뉴욕 대도시권
- 로스앤젤레스 대도시권
- 시카고 대도시권